# Stig Malm
Stig Nils Åke Malm, född 4 mars 1942 i Sundbyberg, död 5 mars 2021 i Råsunda distrikt i Solna, var en svensk fackföreningsman (Metallindustriarbetareförbundet). Han var ordförande i LO 1983–1993.

## Biografi
Stig Malm växte upp i ett arbetarhem i Sundbyberg och började som sextonåring arbeta på Arenco. Han utbildade sig vid yrkesskolan till instrumentmakare 1958, och började snart engagera sig fackligt, först vid Arencos verkstadsklubb och sedan från 1965 som assistent vid Metalls förbundsskola Skåvsjöholm i Åkersberga. 1967 blev han förhandlingsombudsman för Svenska metallindustriarbetarefacket, blev 1979 andre vice ordförande där, 1981 andre vice ordförande för LO, och 1983 ordförande för LO.
Malm gjorde ordet "fittstim" känt efter att ha återberättat en anekdot om en taxichaufför som använde ordet. För detta fick han mycket kritik, men ordet användes sedan av feminister och gav namn åt en antologi. Malm hade en ledande roll i det så kallade "rosornas krig" under 1980- och början av 1990-talet, där han stod på vänstersidan, och finansminister Kjell-Olof Feldt och den så kallade kanslihushögern stod på den andra sidan.
Malm avgick från tjänsten som LO:s ordförande den 3 december 1993 efter att han uppmärksammats för att som styrelseledamot ha godkänt ett antal generösa fallskärmsavtal. 1994 gav han ut memoarboken 13 år. Därefter var han under några år styrelseordförande för Svensk Bilprovning men lämnade uppdraget. Malm har senare även varit kommunpolitiker i Solna kommun. Han satt i SVT-programmet Gomorron Sveriges nyhetspanel i 16 år och deltog 2004 i På spåret.
2021 avled han i sviterna av covid-19. Malm är begravd på Solna kyrkogård.